# Sensor inercial
Un sensor inercial es un sensor que mide aceleración y velocidad angular y se utiliza en aplicaciones de captura y análisis de movimiento. Está compuesto por acelerómetros, giróscopos y magnetómetros. Los acelerómetros miden la aceleración lineal con que se mueve el sensor, los giróscopos la velocidad angular y los magnetómetros dan información acerca del norte magnético. Con estos tres sensores es posible estudiar el movimiento del sensor inercial completo en el plano o el espacio (esto depende de los ejes que posean los sensores).

## Aplicaciones
Las aplicaciones típicas son:
- Robótica (medir velocidades, aceleraciones… de cada eslabón).
- Air-Bag
- Análisis de la marcha humana.
- Estudios de ergonomía.
- Animación.

- Datos: Q6124997